# München Mord
München Mord ist eine deutsche Krimireihe, die von der TV60Filmproduktion für das ZDF und den ORF produziert wird. Ort der Handlung ist München. Die Reihe läuft seit März 2014 und ergänzt die Samstagskrimis des ZDF und des ORF 2, die jeweils in 90 Minuten Länge produziert und an Samstagabenden zur Hauptsendezeit ausgestrahlt werden.

## Team
Die Hauptpersonen der Fernsehreihe sind der Kriminalhauptkommissar Ludwig Schaller (Alexander Held), der wegen seiner Eskapaden schon fast in den Ruhestand geschickt worden wäre und nun oft als „der Irre“ bezeichnet wird, der unberechenbare Draufgänger Harald Neuhauser (Marcus Mittermeier) und die Anfängerin Angelika Flierl (Bernadette Heerwagen), die als Nichte des Polizeipräsidenten zu diesem Team gestoßen ist. Das Trio wird mit Ermittlungen beauftragt, denen andere lieber aus dem Weg gehen, und löst mit unkonventionellen Methoden seine Fälle.  Der arrogante Kriminaloberrat Helmut Zangel (Christoph Süß) ist als Münchener Dezernatsleiter Vorgesetzter des von ihm zusammengestellten Ermittlerteams.

## Besetzung
| Schauspieler         | Rollenname       | Dienstgrad              | Episoden | Zeitraum |
| -------------------- | ---------------- | ----------------------- | -------- | -------- |
| Alexander Held       | Ludwig Schaller  | Kriminalhauptkommissar  | 1–       | 2014–    |
| Marcus Mittermeier   | Harald Neuhauser | Kriminaloberkommissar   | 1–       | 2014–    |
| Bernadette Heerwagen | Angelika Flierl  | Kriminaloberkommissarin | 1–       | 2014–    |
| Christoph Süß        | Helmut Zangel    | Kriminaloberrat         | 1–       | 2014–    |

## Ausstrahlung
Die Ausstrahlung findet jeweils samstags um 20:15 Uhr im ZDF und ORF statt, die zweite Episode war als Preview schon am Mittwoch vor der ZDF-Erstausstrahlung auf ZDFneo zu sehen.

## Episodenliste
| Nr. | Originaltitel                         | Erstausstrahlung       | Erstausstrahlung   | Regie                | Drehbuch                              | Zuschauerzahlen (ZDF)         |
| Nr. | Originaltitel                         | Deutschland (ZDF)      | Österreich (ORF 2) | Regie                | Drehbuch                              | Zuschauerzahlen (ZDF)         |
| --- | ------------------------------------- | ---------------------- | ------------------ | -------------------- | ------------------------------------- | ----------------------------- |
| 1   | Wir sind die Neuen                    | 29. März 2014          | 29. März 2014      | Urs Egger            | Alexander Adolph, Eva Wehrum          | 6,75 Mio.                     |
| 2   | Die Hölle bin ich                     | 26. Nov. 2014 (ZDFneo) | 22. Nov. 2014      | Michael Gutmann      | Alexander Adolph, Eva Wehrum          | 5,12 Mio. (ZDF 29. Nov. 2014) |
| 3   | Kein Mensch, kein Problem             | 30. Jan. 2016          | 2. Jan. 2016       | Alexander Dierbach   | Kai-Uwe Hasenheit                     | 5,59 Mio.                     |
| 4   | Wo bist Du, Feigling?                 | 3. Sep. 2016           | 3. Sep. 2016       | Anno Saul            | Friedrich Ani, Ina Jung               | 5,17 Mio.                     |
| 5   | Einer, der’s geschafft hat            | 18. März 2017          | 18. März 2017      | Anno Saul            | Florian Iwersen                       | 6,76 Mio.                     |
| 6   | Auf der Straße, nachts, allein        | 14. Okt. 2017          | –                  | Anno Saul            | Friedrich Ani, Ina Jung               | 5,80 Mio.                     |
| 7   | Die ganze Stadt ein Depp              | 22. Sep. 2018          | –                  | Sascha Bigler        | Matthias Kiefersauer, Alexander Liegl | 5,78 Mio.                     |
| 8   | Leben und Sterben in Schwabing        | 18. Mai 2019           | 28. Juni 2025      | Sascha Bigler        | Friedrich Ani, Ina Jung               | 4,98 Mio.                     |
| 9   | Die Unterirdischen                    | 21. Sep. 2019          | –                  | Jan Fehse            | Friedrich Ani, Ina Jung               | 5,56 Mio.                     |
| 10  | Was vom Leben übrig bleibt            | 14. März 2020          | –                  | Jan Fehse            | Friedrich Ani, Moritz Binder          | 6,75 Mio.                     |
| 11  | Ausnahmezustand                       | 17. Okt. 2020          | –                  | Jan Fehse            | Friedrich Ani, Ina Jung               | 6,28 Mio.                     |
| 12  | Der Letzte seiner Art                 | 13. Feb. 2021          | 2. Aug. 2025       | Jan Fehse            | Peter Kocyla                          | 7,20 Mio.                     |
| 13  | Das Kamel und die Blume               | 20. Nov. 2021          | –                  | Matthias Kiefersauer | Friedrich Ani, Ina Jung               | 6,15 Mio.                     |
| 14  | Dolce Vita                            | 26. Feb. 2022          | –                  | Matthias Kiefersauer | Fred Breinersdorfer, Katja Röder      | 7,04 Mio.                     |
| 15  | Schwarze Rosen                        | 27. Aug. 2022          | –                  | Jan Fehse            | Friedrich Ani, Ina Jung               | 5,37 Mio.                     |
| 16  | Damit ihr nachts ruhig schlafen könnt | 18. Feb. 2023          | –                  | Jan Fehse            | Thomas Oliver Walendy                 | 6,37 Mio.                     |
| 17  | Der gute Mann vom Herzogpark          | 4. Nov. 2023           | –                  | Maris Pfeiffer       | Matthias Kiefersauer, Alexander Liegl | 6,65 Mio.                     |
| 18  | A saisonale G’schicht                 | 10. Februar 2024       | –                  | Maris Pfeiffer       | Peter Kocyla                          | 6,61 Mio.                     |
| 19  | Die indische Methode                  | 14. Dezember 2024      | –                  | Matthias Kiefersauer | Marcus Mittermeier                    | 6,30 Mio.                     |
| 20  | Nix für Angsthasen                    | 18. Januar 2025        | –                  | Matthias Kiefersauer | Matthias Kiefersauer, Alexander Liegl | 6,56 Mio.                     |
| 21  | Eine echte Täuschung (AT)             | –                      | –                  |                      |                                       |                               |
| 22  | Im Zweifel für den Zweifel (AT)       | –                      | –                  |                      |                                       |                               |

## DVD-Veröffentlichungen
- 2014: München Mord: Wir sind die Neuen (Produktionsjahr 2013, Erscheinungstermin 2. Mai 2014)
- 2015: München Mord: Die Hölle bin ich (Produktionsjahr 2014, Erscheinungstermin 9. Januar 2015)
- 2016: München Mord: Kein Mensch, kein Problem (Produktionsjahr 2015, Erscheinungstermin 4. November 2016)
- 2016: München Mord: Wo bist Du, Feigling? (Produktionsjahr 2016, Erscheinungstermin 4. November 2016)
- 2017: München Mord: Einer der's geschafft hat (Produktionsjahr 2017, Erscheinungstermin 21. April 2017)
- 2017: München Mord: Auf der Straße, nachts, allein (Produktionsjahr 2017, Erscheinungstermin 15. Dezember 2017)
- 2019: München Mord: Die ganze Stadt ein Depp (Produktionsjahr 2018, Erscheinungstermin 22. Februar 2019)
- 2019: München Mord: Leben und Sterben in Schwabing (Produktionsjahr 2018, Erscheinungstermin 19. Juli 2019)
- 2019: München Mord: Die Unterirdischen (Produktionsjahr 2019, Erscheinungstermin 25. Oktober 2019)
- 2020: München Mord: Was vom Leben übrig bleibt (Produktionsjahr 2019, Erscheinungstermin 27. März 2020)
- 2021: München Mord: Ausnahmezustand (Produktionsjahr 2020, Erscheinungstermin 8. Januar 2021)

## Auszeichnungen
- 2014: Bayerischer Fernsehpreis an Alexander Held als Bester Schauspieler in der Kategorie Serien und Reihen für München Mord
- 2017: Deutscher Fernsehkrimipreis (Publikumspreis) für die Episode Wo bist du, Feigling?
- 2023: Ehrenpreis des Deutschen FernsehKrimi-Festivals an Alexander Held für seine Rolle als Ludwig Schaller[26]

## Rezeption
- Nicolas Freund schrieb Anfang Juni 2021 in der Süddeutschen Zeitung: „So abgedreht und gleichzeitig so nah am echten Leben sind Serien über München selten.“[27]